# Wortley, West Yorkshire
Wortley är en stadsdel i södra Leeds, i unparished area Leeds, i distriktet Leeds, i grevskapet West Yorkshire, i England, med 23 000 invånare. Fram till omkring år 1700 kallades den Wirkelay. Vävning och kolbrytning har historiskt sett varit viktiga näringar. Wortley var en civil parish 1866–1904 när blev den en del av Armley and Bramley. Civil parish hade 27 456 invånare år 1901.